# 1955 en Nouvelle-Écosse
Chronologie de la Nouvelle-Écosse
- 1951
- 1952
- 1953
- 1954
- 1955
- 1956
- 1957
- 1958
- 1959

Cette page concerne des événements d'actualité qui se sont produits durant l'année 1955 dans la province canadienne de la Nouvelle-Écosse.

## Politique
- Premier ministre : Henry Hicks
- Chef de l'Opposition :
- Lieutenant-gouverneur : Alistair Fraser
- Législature :

## Événements
- 7 mai : lancement du premier festival acadien de Clare.

## Naissances
- 14 mars : Garwin Sanford, né à Truro. Il est surtout connu pour son rôle de Narim, un Tollan, dans la série télévision Stargate SG-1, ainsi que le personnage Simon Wallace, dans Stargate Atlantis.
- 12 août : Wayne Gaudet, homme politique.

## Décès
- 7 août : Alexander Stirling MacMillan, premier ministre de Nouvelle-Écosse.